# Meryl Silverburgh
Meryl Silverburgh est un personnage de jeu vidéo de la série Metal Gear. Elle apparaît dans Metal Gear Solid et Metal Gear Solid 4: Guns of the Patriots et est également un personnage jouable de Metal Gear Online.

## Biographie
Née dans une famille aux traditions militaires dans les années 1980, Meryl se forme durant toute son enfance dans les « arts » militaires. Elle admirait l'unité de forces spéciales Fox Hound lorsque son père, Roy Campbell, et Solid Snake en faisaient partie, et porte un tatouage sur son épaule gauche représentant l'ancien emblème de l'unité. Elle rejoint les forces armées après avoir obtenu le diplôme du lycée. Depuis l'incident de Shadow Moses, son arme de prédilection est le Desert Eagle.
Bien qu'elle soit officiellement la nièce de Roy Campbell, elle est née d'une relation entre Roy Campbell et sa belle-sœur.

### L'incident de Shadow Moses
En 2005, Meryl est recrutée dans l'unité Fox Hound et est affectée sur l'île de Shadow Moses avec les « forces spéciales de nouvelle génération ». Son affectation sert en réalité de moyen de pression sur Roy Campbell pour le faire participer à l'opération qui se fomente. Après son arrivée sur l'île, les forces spéciales se révoltent avec des membres de Fox Hound et prennent le contrôle du site de déchets nucléaires et du Metal Gear, un tank développé ici-même. Meryl refuse de se joindre à la rébellion et est emprisonnée dans une cellule adjacente à celle du chef du DARPA, Donald Anderson (en réalité Decoy Octopus). Le président Baker donne à Meryl la carte PAL nécessaire pour activer le REX avant d'être torturé par Ocelot. Après cela, elle parvient à s'échapper et fait la rencontre de Solid Snake, qui avait été tiré de sa retraite par le gouvernement des États-Unis afin de neutraliser les terroristes et ils commencèrent par la suite à travailler ensemble. Elle parvint à rester cachée en se déguisant en soldat génome à l'aide des vêtements qu'elle a volé à Johnny Sasaki, le garde qui surveillait sa cellule. 
Plus tard, le duo se retrouve à l'étage B1 du service de disposition nucléaire. Elle lui remet la carte PAL et se dirige avec lui dans le bureau du commandant où Psycho Mantis prend contrôle de son esprit. Meryl pointe alors son arme sur Snake, mais celui-ci réalise qu'elle n'est plus elle-même et se débrouille pour l'assommer. Snake se débarrasse ensuite de Mantis et se dirige avec Meryl vers le nord afin de détruire le Metal Gear. À ce moment, une idylle naît entre deux compagnons de combat qui endurent des épreuves difficiles. Cependant, Meryl est blessée et capturée par Sniper Wolf, un membre de Fox Hound. Afin d'essayer de sauver Meryl et accomplir sa mission, Snake s'engage dans un duel au fusil à lunette contre Wolf et est en réalité mené dans un guet-apens et il se fait capturer. Snake est ensuite mis à l'épreuve par la torture que Revolver Ocelot lui inflige. 
À ce moment de l'histoire, le choix du joueur conditionne le destin de Meryl. Si le joueur réussit à résister à la torture, Snake sauve une Meryl blessée dans les derniers instants du jeu et ils s'échapperont ensemble du complexe avant que leur décès ne soit truqué par Roy Campbell et Mei Ling. Si le joueur cède, Snake apprend plus tard que Meryl est morte durant son emprisonnement.
C'est la première scène qui est canon à la saga.

### Rat Patrol Team 01
En 2014, Meryl commande Rat Patrol Team 01, une unité spéciale de la Criminal Investigation Division de l'US Army chargée d'enquêter sur les compagnies militaires privées (PMC). Elle porte une combinaison de combat de système Molle avec le logo de l'unité Fox Hound griffé dessus et est armée d'un Desert Eagle dans un étui sur le devant de sa combinaison.. Elle porte une boucle d'oreille en forme de balle à son oreille droite ainsi qu'un bandana. Durant ces neuf années, elle n'a jamais oublié Solid Snake ni l'ancienne unité du héros qui lui a sauvé la vie, Fox Hound.

## Conception du personnage
Hideo Kojima avait d'abord conçu Meryl comme une préadolescente, inspirée du personnage de Natalie Portman dans le film Léon de Luc Besson. C'est Yoji Shinkawa qui fera d'elle une adulte, ne concevant pas qu'une fillette doive manier une arme à feu.